# Pavol Michalík
Pavel Michálik (* 29. listopadu 1951 Šalková) je bývalý slovenský fotbalový brankář a československý reprezentant. Celou jeho kariéru mu bylo nesprávně uváděno jméno a příjmení jako Pavol Michalík.

## Fotbalová kariéra
Za československou reprezentaci odehrál v letech 1976–1978 jedenáct utkání. Začínal v Dukle Banská Bystrica (1971-1974), ale většinu své kariéry spojil s Baníkem Ostrava (1974–1984), kde ho vedl František Schmucker, a kde získal tři mistrovské tituly v letech 1976, 1980 a 1981. V období 1984–1985 působil ještě ve Slovanu Bratislava, končil v řeckém klubu Panserraikos FC. V československé lize nastoupil v 209 ligových utkáních a v 84 z nich udržel čisté konto. Český sportovní novinář a historik Zdeněk Šálek o něm v encyklopedii Slavné nohy napsal: "Vysoký, štíhlý hráč, jeho předností byl přirozený instinkt dobře se v bráně postavit. V reprezentaci se stal nástupcem Viktora a také Vencela." V Poháru mistrů evropských zemí nastoupil v 10 utkáních, v Poháru vítězů pohárů nastoupil v 7 utkáních a v Poháru UEFA nastoupil v 10 utkáních.

## Ligová bilance
| Ročník                                      | Zápasy | Góly | Nuly | Klub              |
| ------------------------------------------- | ------ | ---- | ---- | ----------------- |
| 1. československá fotbalová liga 1974/75    | 30     | 0    | 8    | Baník Ostrava     |
| 1. československá fotbalová liga 1975/76    | 30     | 0    | 14   | Baník Ostrava     |
| 1. československá fotbalová liga 1976/77    | 29     | 0    | 8    | Baník Ostrava     |
| 1. československá fotbalová liga 1977/78    | 29     | 0    | 9    | Baník Ostrava     |
| 1. československá fotbalová liga 1978/79    | 19     | 0    | 8    | Baník Ostrava     |
| 1. československá fotbalová liga 1979/80    | 16     | 0    | 11   | Baník Ostrava     |
| 1. československá fotbalová liga 1980/81    | 19     | 0    | 13   | Baník Ostrava     |
| 1. československá fotbalová liga 1981/82    | 15     | 0    | 6    | Baník Ostrava     |
| 1. československá fotbalová liga 1982/83    | 6      | 0    | 2    | Baník Ostrava     |
| 1. československá fotbalová liga 1983/84    | 1      | 0    | 1    | Baník Ostrava     |
| 1. československá fotbalová liga 1984/85    | 15     | 0    | 4    | Slovan Bratislava |
| 1. slovenská národní fotbalová liga 1985/86 | 15     | 0    | –    | Slovan Bratislava |
| Řecká Superliga 1985/86                     | 16     | 0    | –    | Panserraikos FC   |
| Řecká Superliga 1987/88                     | 15     | 0    | –    | Panserraikos FC   |
| Řecká Superliga 1989/90                     | 30     | 0    | –    | Panserraikos FC   |
| Řecká Superliga 1990/91                     | 8      | 0    | –    | Panserraikos FC   |
| CELKEM 1. československá liga               | 209    | 0    | 84   |                   |

## Trenérská kariéra
- Gambrinus liga 2000/01 FC Baník Ostrava asistent
- Gambrinus liga 2001/02 FC Baník Ostrava asistent
- Gambrinus liga 2002/03 FC Baník Ostrava asistent
- Gambrinus liga 2003/04 FC Baník Ostrava asistent